# نانسي بيرنستاين
نانسي بيرنستاين (بالإنجليزية: Nancy Bernstein)‏ هي مشرفة مؤثرات بصرية ومنتجة أفلام أمريكية، ولدت في 10 سبتمبر 1960، وتوفيت في 18 سبتمبر 2015 بسبب سرطان القولون.

## وصلات خارجية
- نانسي بيرنستاين على موقع IMDb (الإنجليزية)
- نانسي بيرنستاين على موقع قاعدة بيانات الفيلم (الإنجليزية)